# Barty (gromada)
Barty – dawna gromada, czyli najmniejsza jednostka podziału terytorialnego Polskiej Rzeczypospolitej Ludowej w latach 1954–1972.
Gromady, z gromadzkimi radami narodowymi (GRN) jako organami władzy najniższego stopnia na wsi, funkcjonowały od reformy reorganizującej administrację wiejską przeprowadzonej jesienią 1954 do momentu ich zniesienia z dniem 1 stycznia 1973, tym samym wypierając organizację gminną w latach 1954–1972.
Gromadę Barty z siedzibą GRN w Bartach utworzono – jako jedną z 8759 gromad na obszarze Polski – w powiecie morąskim w woj. olsztyńskim na mocy uchwały nr 17 WRN w Olsztynie z dnia 4 października 1954. W skład jednostki weszły obszary dotychczasowych gromad Barty i Pozorty oraz miejscowości Girgajny, Niemoje i Niemojki z dotychczasowej gromady Zalewo – ze zniesionej gminy Zalewo, a także obszar dotychczasowej gromady Drynki oraz miejscowości Jarnołtowo, Przyborowo i Jarnołtówko z dotychczasowej gromady Jarnołtowo – ze zniesionej gminy Małdyty, w tymże powiecie. Dla gromady ustalono 12 członków gromadzkiej rady narodowej.
Gromadę zniesiono 1 stycznia 1958, a jej obszar włączono do gromad: Zalewo (wsie Barty i Pozorty, PGR-y Bądki, Lipniak, Nowiny Bądeckie, Girgajny, Niemoje i Niemojki oraz osady Tarpno i Woryty Zalewskie) i Małdyty (wsie Drynki, Jarnołtowo i Jarnołtówko oraz osadę Przyborowo) w tymże powiecie.